# TranSylvania (film)
TransSylvania is een Franse roadmovie uit 2006 van de Franse regisseur Tony Gatlif.

## Verhaal
Zingara, een jonge Française (Argento) gaat in Transsylvanië op zoek naar haar plotseling verdwenen geliefde. Hij lijkt eerst onvindbaar. Als ze hem later toch vindt, blijkt hij niets meer van haar te willen weten. Ontroostbaar en in de war dwaalt ze daarna door het land, eerst aan de hand van een klein zwerfstertje, later in het gezelschap van een rondreizende opkoper van antiek en sieraden (Ünel).

## Rolverdeling
- Asia Argento - Zingarina
- Amira Casar - Marie
- Birol Ünel - Tchangalo
- Alexandra Beaujard - Luminitsa
- Marco Castoldi - Milan Agustin

## Prijzen
- Georges Delerue Prijs -beste muziek - op het Internationaal Filmfestival van Vlaanderen-Gent (2006)